# Stříbrník (Měrunice)
Stříbrník (německy Benedischkeberg) je 413 metrů vysoký kopec a zároveň také stejnojmenný kamenolom v Českém středohoří (pozn.: nezaměňovat s kopcem Červený vrch v Českém středohoří severně od Loun, zvaným rovněž Stříbrník). Nachází se na katastrálním území obce Měrunice v okrese Teplice v Ústeckém kraji.

## Geografie
Kopec leží na území Milešovského středohoří, které je geomorfologickým podcelkem Českého středohoří. Stříbrník se zvedá zhruba 500 metrů od západního okraje obce Měrunice, na severovýchodní straně jej obtéká Lužický potok, který pramení na svazích u Červeného Újezdu a od Měrunic teče dále k Lužici, za níž se vlévá do Srpiny. Celá západní strana kopce až téměř k vrcholu je roztěžena velkým kamenolomem.

## Geologie a mineralogie
Stříbrník je vulkanického původu, hlavní horninu představuje alkalický čedič, jehož stáří se odhaduje na 19,2 až 25,5 miliónů let. Toto čedičové těleso je již z větší části odtěženo.
Během chladnutí vulkanické horniny pronikly horké roztoky puklinami v čediči a vznikly tak zde žíly, v nichž se vyskytuje aragonit velmi podobný aragonitu z vrchu Číčova u Hořence. Existují zde také místa s jílem, respektive tělesa zjílovělých struskových brekcií, kde bylo možno nalézt konkrece s dutinami jehlicovitého aragonitu a také různobarevné opály. Nebyly zde však zaznamenány žádné zeolity, které se jinak nezřídka vyskytují ve znělcích a čedičích.
Severozápadně od kamenolomu, zhruba jeden kilometr vzdušnou čarou od Stříbrníku, je poblíž vodní nádrže Lužice II a zaniklého tvrziště Žichov další pozoruhodná mineralogická a paleontologická lokalita. Na obou březích Lužického potoka lze nalézt opalizovaná dřeva a na okolních polích destičkovíté opalizované diatomity, pocházející z místních výchozů tufů a tufitů. V minulosti zde byly registrovány četné nálezy fosilní makroflóry a živočichů oligomiocénního stáří (zkameněliny žab, mloků, ryb, korýšů a hmyzu).